# Samostan Esfigmen
Samostan Esfigmen (grško starogrško Μονη Εσφιγμενου, Moni Esfigmenou) je samostan na vzhodni obali polotoka Atos, Grčija.
V hierarhiji atoških samostanov zaseda 18. mesto in spada med najbolj konzervativne samostane na Atosu. Ustanovljen je bil v 10.-11. stoletju Samostanska cerkev Kristusovega vstajenja je bila zgrajena na začetku 19. stoletja.
V letih 1821 do 1832 samostan ni obstajal, ker so osmanske oblasti med grško vstajo za neodvisnost samostanske zgradbe uporabljale za svoje potrebe. 
Leta 1974 je samostansko bratstvo prenehalo omenjati ime carigrajskega patriarha. Obtožile za ga  ekumenizma, predvsem zaradi sestajanja z rimskim papežem. Carigrajski patriarh je samostansko bratstvo izobčil. Samostanska skupnost je bila ponovno  priznana  leta 2005 in dobila pravico do posedovanja samostana. 
Samostanska knjižnica ima 372 izvirnih rokopisov, od tega 75 na pergamentu, in 8.000 tiskanih knjig.
Leta 1988 je bil Esfigen skupaj z drugimi atoškimi samostani vpisan na Unescov seznam svetovne dediščine. 

## Vir
- Kadas, Sotiris. The Holy Mountain (v grščini). Athene: Ekdotike Athenon. ISBN 960-213-199-3.